# Przecięcie wstęgi

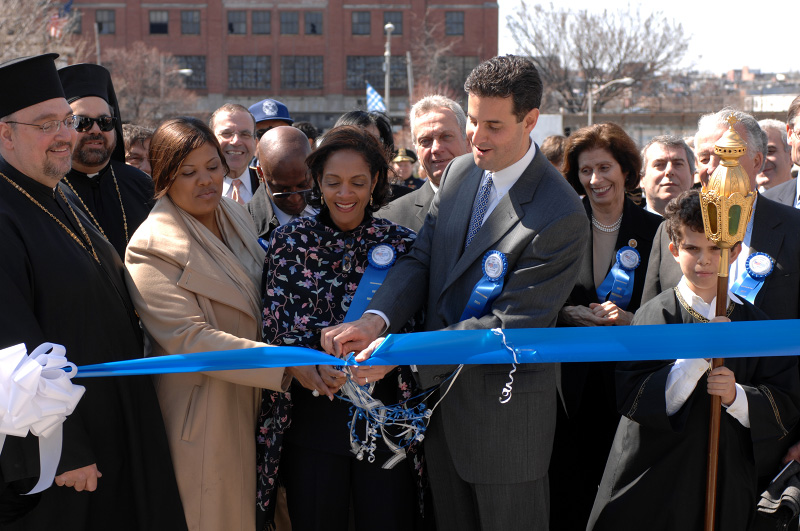
Przecinanie wstęgi

Przecięcie wstęgi – symboliczny akt otwarcia, oddania do użytku ukończonego projektu, budynku, pomnika, tablicy pamiątkowej itp. Wstęgę przecina honorowy gość uroczystości otwarcia, co jest dla niego zaszczytem lub też nobilituje wydarzenie i społeczność, dla której gość przyjeżdża specjalnie, by ową wstęgę przeciąć.
Pomimo deklarowanej i postępującej współcześnie desakralizacji przestrzeni, czynność taka jak przecinanie wstęgi przywołuje skojarzenia i motywacje właśnie sakralne, choć wykonywana jest np. przez laickich polityków czy działaczy.  Przecięte wstęgi i nożyce, którymi je przecięto, przechowuje się często w muzeach i kolekcjach jako cenną pamiątkę historyczną. 
Początki zwyczaju wiąże się z brytyjskim „chrzczeniem” statków i łodzi w XIX wieku, gdzie burty, o które rozbijano butelki z winem lub szampanem, zdobiła wstęga zawiązana w kokardę. Nie zawsze, ale czasem - kokardę tę uroczyście rozcinano.